# Habitat inclusif
Dans le domaine du handicap, l’habitat inclusif est en France défini comme une forme "d’habiter" complémentaire de celle du domicile (logement ordinaire) et de l’accueil en établissement (hébergement).
Il s’agit de petits ensembles de logements indépendants, caractérisés par la volonté de ses habitants de vivre ensemble et par des espaces de vie individuelle associés à des espaces de vie partagée, dans un environnement adapté et sécurisé.
Une « inclusion sociale réussie implique de veiller à l’accessibilité réelle aux activités physiques, culturelles, artistiques et sociales », précise ce même document.
Ce type de logement « hors les murs » (c.-à-d. hors les murs des institutions) est « intermédiaire entre le logement ordinaire et l’hébergement en institution ». Il peut être plus ou moins médicalisé, et construit ou aménagé afin de correspondre aux besoins spécifiques de ceux qui vont y habiter.

## En France

### Au regard de la législation
L'habitat inclusif est destiné aux personnes handicapées et aux personnes âgées qui font le choix, à titre de résidence principale, d'un mode d'habitation regroupé, entre elles ou avec d'autres personnes, le cas échéant dans le respect des conditions d'attribution des logements locatifs sociaux prévues au chapitre Ier du titre IV du livre IV du Code de la construction et de l'habitation et des conditions d'orientation vers les logements-foyers prévues à l'article L. 345-2-8 du même code, et assorti d'un projet de vie sociale et partagée défini par un cahier des charges national fixé par arrêté des ministres chargés des personnes âgées, des personnes handicapées et du logement.
Ce mode d'habitat est entendu comme :
1. un logement meublé ou non, en cohérence avec le projet de vie sociale et partagée, loué dans le cadre d'une colocation telle que définie au I de l'article 8-1 de la loi no 89-462 du 6 juillet 1989 tendant à améliorer les rapports locatifs et portant modification de la loi no 86-1290 du 23 décembre 1986 ou à l'article L. 442-8-4 du Code de la construction et de l'habitation[2] ;
2. un ensemble de logements autonomes destinés à l'habitation, meublés ou non, en cohérence avec le projet de vie sociale et partagée et situés dans un immeuble ou un groupe d'immeubles comprenant des locaux communs affectés au projet de vie sociale et partagée[2].

### Typologies
L'habitat inclusif peut être — notamment — constitué dans :
1. des logements-foyers dénommés « habitat inclusif » accueillant des personnes handicapées ou des personnes âgées, qui relèvent exclusivement des deux premiers alinéas de l'article L. 633-1 du même code et qui ne sont pas soumis aux dispositions du livre III du même code applicables aux établissements et services sociaux et médico-sociaux[2] ;
2. des logements mentionnés au troisième alinéa du III de l'article L. 441-2 du Code de la construction et de l'habitation. Le cas échéant, la location de ces logements peut s'accompagner de la mise à disposition non exclusive de locaux collectifs résidentiels situés dans le même immeuble ou groupe d'immeubles, pour la mise en œuvre du projet de vie sociale et partagée mentionné au premier alinéa du même article[2].

Il ne peut pas être constitué dans des logements relevant des sections 3 à 5 du chapitre Ier du titre III du livre VI du même code.

### Habitat inclusif et Habitat spécifique
L'habitat inclusif est une forme d'habitat favorisant la mixité sociale et l'intégration des personnes avec des besoins particuliers au sein de logements ordinaires. Il se distingue de l'habitat spécifique, souvent perçu comme plus segmenté, en offrant des services de soutien adaptés tout en évitant l'isolement des résidents. L'habitat inclusif vise à renforcer la cohésion sociale et à encourager les interactions entre des résidents issus de divers horizons. Un exemple notable est celui des résidences intergénérationnelles, où des personnes âgées cohabitent avec des jeunes, tels que des étudiants ou des jeunes actifs. Ce modèle permet de promouvoir des échanges intergénérationnels et de créer des communautés solidaires et diversifiées. Un autre type d'habitat inclusif concerne l'autisme et divers types de handicaps, « notamment physique, sensoriel, cognitif, mental ou psychique... »[réf. nécessaire]. Bien au-delà de la notion d'accessibilité aux logements et services, tous ces habitats peuvent s'appuyer sur les apports de la neuro-architecture pour améliorer le bien-être des habitants :

### Neuro-architecture (NA) et neuro-design (ND)
On sait depuis longtemps que l'urbanisme et l'architecture influencent la santé, via la pollution urbaine et intérieure, mais aussi en modifiant par exemple, (positivement ou négativement selon les cas) le risque de contamination microbienne et d'épidémie, mais pas uniquement ; l'environnement bâté influence également, considérablement, la santé mentale, des personnes (vulnérables, âgées et handicapées en particulier). 
La neuroarchitecture, qui étudie cela, est une discipline qui a émergé dans les années 1990, qui s'intéresse à l’impact des espaces architecturaux sur le cerveau humain, les processus cognitif et de bien-être ou de mal-être et de santé des individus, avec comme objectif, selon le Centre international NA/ND (collaboration entre l’University College London (UCL) et les instituts de recherche RISE de Suède), « l'intégration de l’architecture et du design aux neurosciences et aux nouvelles technologies pour réinventer les espaces que nous habitons (...) en favorisant les liens entre les individus, les sociétés et l’environnement ». Cette discipline s'appuie sur les neurosciences environnementales et cognitives pour analyser comment les formes, les couleurs, la lumière, le bruit et l’organisation des espaces et des flux influencent les émotions, l'attention émotionnelle et visuelle, la concentration et la santé mentale des personnes qui vivent dans ces espaces. 
En 1965, Louis Kahn conçoit un bâtiment intégrant des espaces ouverts et symétriques, agencés pour y favoriser la concentration et la créativité. On sait maintenant que dans les Hôpitaux et espaces de soins,, certaines couleurs, formes et éclairages, la présence de plantes, d'eau, de vues sur la nature, d'un aquarium, d'une lumière zénithale et naturelle, etc. induit des réponses neurophysiologiques bénéfiques, qui peuvent réduire le stress et l'anxiété des patients, accélérer leur récupération et améliorer la cognition. Des institutions comme l’Institut de Neuro-architecture de l’Université Polytechnique de Valence (UPV) ont structuré cette discipline en dont menant des recherches sur l’impact des espaces sur les réponses neurophysiologiques des individus. Parmi les personnes influentes de la neuro-architecture, on retrouve notamment Francisco Mora, neuroscientifique et auteur du livre Neuro-éducation, qui souligne l’importance de l’environnement sur l’apprentissage et la créativité ; Cleo Valentine, chercheuse à l’Université de Cambridge qui s'est spécialisée dans l'étude des impacts de l'environnement bâti sur les processus neuro-immunologiques (neuroinflammation médiée par les réponses physiologiques au stress chronique,, notamment), et l’environnement bâti,, ; l'architecte Matthias Olt, qui défend l'intégration de la biophilie dans l'environnement construit (ou « design biophile », qui est la conception d'espaces où les humains se connectent à la nature pour favoriser leur bien-être et celui de l'environnement, avec notamment l'intégration de formes sinueuses et de matériaux naturels qui montre des effets positifs sur la psychologie et la physiologie humaines,. Le degré de biophilie d'une architecture est l'un des paramètres statistiquement prédictif du sentiment de bien être de ceux qui l'utiliseront,.
En Belgique, Inès Ménaert a produit en 2021, à l'Université de Liège, un mémoire intitulé "Comment l'architecture peut-elle participer au bien-être des personnes présentant un Trouble du spectre de l'autisme (TSA) dans les structures d'accueil ?", avec des études de cas en France et en Belgique.

### Aides financières
Il existe dans chaque département un programme (parfois encore émergent, en 2021-2022), dit « Aide à la vie partagée » (AVP).
C’est un programme national. Son objectif est le « mieux vivre ensemble » ; il vise à plus d’égalité, lutter contre l’isolement et « donner le pouvoir d’agir » (empowerment).
Il apporte une aide financière à des projets concernant le handicap et l’invalidité, et/ou les personnes âgées de plus de 55 ans.
Depuis 2021, dans le cadre de la loi Élan (loi portant évolution du logement, de l'aménagement et du numérique), pour les projets conventionnés (pour sept ans) avec le Conseil général, l'État apporte 80 % du financement via la Caisse nationale de solidarité pour l'autonomie, en complément des 20 % amenés par le Conseil général.

### Cas particulier de l'autisme
La stratégie nationale de l'autisme apporte « une réponse complémentaire au logement ordinaire et à l’hébergement en institution. Il s’agit généralement de petits ensembles de logements indépendants proposés aux personnes âgées ou aux personnes handicapées, associés à des espaces communs. Ils permettent de combiner vie autonome et sécurisation de l’environnement. Ils réunissent des personnes souhaitant s’intégrer dans un projet de vie spécifique, souvent à forte dimension citoyenne ».

### Législation
En France :
- habitat inclusif : Code de l'action sociale et des familles : Article L281-1

### Vidéographie
- « Habitat inclusif ; Denis Piveteau (Conseiller d'État) présente le rapport « Demain je pourrai choisir d’habiter avec vous! », réalisé par Manon Aubel pour la ([https://fondation.petitsfreresdespauvres.fr Fondation Petits Frères des Pauvres]) » (consulté le 20 novembre 2022)

#### Rapports
- Rapport mondial sur le handicap, Unicef, 384 pages, 2011.
- “Stratégie nationale de l’autisme au sein des troubles du neuro-développement” pour 2018-2022 (rapport).